# Nannophlebia kalkmani
Nannophlebia kalkmani is een libellensoort uit de familie van de korenbouten (Libellulidae), onderorde echte libellen (Anisoptera).
De wetenschappelijke naam Nannophlebia kalkmani is voor het eerst geldig gepubliceerd in 2011 door Theischinger & Richards.